# Natació als Jocs Olímpics d'estiu de 1920 - 400 metres braça masculins
Els 400 metres braça masculins va ser una de les deu proves de natació que es disputaren als Jocs Olímpics d'Anvers de 1920. Aquesta era la tercera vegada que es disputava aquesta prova en uns Jocs. La competició es disputà entre el 22 i el 25 d'agost de 1920. Hi van prendre part 20 nedadores procedents de 10 països.

## Medallistes
| Or                  | Plata              | Bronze              |
| Håkan Malmrot (SWE) | Thor Henning (SWE) | Arvo Aaltonen (FIN) |

## Rècords
Aquests eren els rècords del món i olímpic que hi havia abans de la celebració dels Jocs Olímpics de 1920.
| Rècord del Món | 6:14.4 | Percy Courtman | ?              | 1912                 |
| Rècord Olímpic | 6:29.6 | Walter Bathe   | Estocolm (SWE) | 12 de juliol de 1912 |

## Resultats

### Quarts de final
Es van disputar el 22 d'agost de 1920. Els dos primers de cada sèrie i el millor tercer passen a la final.
Sèrie 1
| Posició | Nedador                | Temps  | Qual. |
| ------- | ---------------------- | ------ | ----- |
| 1       | Thor Henning (SWE)     | 6:46.2 | Q     |
| 2       | Lucien Lebaillif (FRA) | 7:12.2 | Q     |
| 3       | Mike McDermott (USA)   | 7:12.8 | q     |
| 4       | Rex Lassam (GBR)       |        |       |
| —       | Sidney Gooday (CAN)    | DNF    |       |

Sèrie 2
| Posició | Nedador                | Temps  | Qual. |
| ------- | ---------------------- | ------ | ----- |
| 1       | Håkan Malmrot (SWE)    | 6:49.0 | Q     |
| 2       | Arvo Aaltonen (FIN)    | 6:50.0 | Q     |
| 3       | Félicien Courbet (BEL) | 7:20.0 |       |
| 4       | Charles Quinby (USA)   |        |       |
| —       | Lluís Balcells (ESP)   | DNF    |       |

Sèrie 3
| Posició | Nedador                | Temps  | Qual. |
| ------- | ---------------------- | ------ | ----- |
| 1       | Jack Howell (USA)      | 6:57.0 | Q     |
| 2       | Per Cederblom (SWE)    | 7:14.0 | Q     |
| 3       | George Robertson (GBR) | 7:28.0 |       |
| 4       | Émile Arbogast (FRA)   |        |       |
| 5       | Édouard Henry (BEL)    |        |       |

Sèrie 4
| Posició | Nedador                  | Temps  | Qual. |
| ------- | ------------------------ | ------ | ----- |
| 1       | Olle Dickson (SWE)       | 7:12.0 | Q     |
| 2       | Henri Demiéville (SUI)   | 7:12.4 | Q     |
| 3       | Stephen Ruddy (USA)      | 7:13.0 |       |
| 4       | Édouard Van Haelen (BEL) |        |       |
| 5       | Eduard Stibor (TCH)      |        |       |

### Semifinals
Els dos primers de cada sèrie i el millor tercer passen a la final.
Semifinal 1
| Posició | Nedador                | Temps  | Qual. |
| ------- | ---------------------- | ------ | ----- |
| 1       | Håkan Malmrot (SWE)    | 6:44.8 | Q     |
| 2       | Per Cederblom (SWE)    | 7:05.6 | Q     |
| 3       | Mike McDermott (USA)   | 7:13.2 |       |
| 4       | Henri Demiéville (SUI) |        |       |

Semifinal 2
| Posició | Nedador                | Temps  | Qual. |
| ------- | ---------------------- | ------ | ----- |
| 1       | Arvo Aaltonen (FIN)    | 6:45.0 | Q     |
| 1       | Thor Henning (SWE)     | 6:45.0 | Q     |
| 3       | Jack Howell (USA)      | 6:51.4 | q     |
| 4       | Olle Dickson (SWE)     | 6:59.0 |       |
| 5       | Lucien Lebaillif (FRA) |        |       |

### Final
| Posició | Nedador             | Temps  |
| ------- | ------------------- | ------ |
| 1       | Håkan Malmrot (SWE) | 6:31.8 |
| 2       | Thor Henning (SWE)  | 6:45.2 |
| 3       | Arvo Aaltonen (FIN) | 6:48.0 |
| 4       | Jack Howell (USA)   | 6:51.0 |
| 5       | Per Cederblom (SWE) |        |